# Extinction de gène
En biologie cellulaire et moléculaire, l'extinction de gène est un processus épigénétique de régulation de l'expression des gènes empêchant la production d'une protéine à partir d'un gène. Il s’agit d’un ancien mécanisme eucaryote de régulation qui est donc retrouvé dans un grand nombre de cellules animales ou végétales. 
Ces processus interviennent à deux niveaux : soit le processus affecte le gène, et en empêche la transcription, on parle alors d'extinction transcriptionnelle (TGS, transcriptional gene silencing) ; soit il affecte l'ARN messager et en empêche la traduction. Ce dernier processus est appelé PTGS, post transcriptional gene silencing, chez les organismes végétaux ; ARNi, interférence par ARN chez les animaux ; quelling chez le champignon Neurospora crassa. On parle d'inactivation génique dans les deux cas.
Ces deux types d'extinction de gènes sont utilisés dans le but de réguler des gènes endogènes. Ils peuvent également être utilisés dans la protection contre les transposons ou les virus.

## Histoire
C'est à la vague de transgenèse ayant suivi la découverte de la transformation des plantes par Agrobacterium tumefaciens, dans les années 1980, que l'on doit la première identification de l'extinction de gène. En effet, parmi les plantes ayant intégré le gène étranger, une certaine proportion d'individus n'expriment pas le gène étranger. En 1990, deux études simultanées  sur la surexpression de la chalcone synthase chez les pétunias montrent que les ARN messagers du transgène et du gène de l'enzyme sont sous-exprimées dans certaines parties de la fleur (les moins colorées). Il parle alors de co-suppression. Rapidement, plusieurs études ont permis de montrer l'universalité de ce phénomène chez les plantes, mais encore dans tous les organismes eucaryotes. Finalement, deux grands types d'inactivation génique ont été révélés et étudiés : TGS et PTGS.

## Au niveau transcriptionnel (TGS)
Il s'agit d'une modification des histones induisant la conformation de l'ADN en conditions normales. Ce phénomène s'explique par l'existence d'homologies de séquences entre les régions promotrices du gène et du transgène concernés. Une méthylation des cytosines (bases C de l'ADN) a alors lieu, et ces régions hyperméthylées seraient alors reconnues par des protéines induisant la condensation de la chromatine: l'information génétique ne pourra donc pas être transcrite.

## Au niveau post-transcriptionnel (PTGS)
Dans le cas présent, le gène ou transgène cible a déjà été transcrit, et les ARN messagers nécessaires à la traduction sont déjà présents dans le cytoplasme cellulaire à une concentration plus ou moins élevée.

### Mécanismes de fonctionnement

#### Initiation
La phase d'initiation du PTGS peut elle-même être divisée en trois étapes bien distinctes :
- reconnaissance de l'ARN « indésirable »
- dégradation de cet ARN
- ciblage des ARN homologues

Dans un premier temps, une molécule est essentielle pour la mise en place du PTGS, il s'agit d'une molécule d'ARN double brin (ARNdb). Cet ARNdb peut provenir d'un virus (intermédiaire de réplication du génome viral), l'insertion d'un transgène en répétition inversée, ce qui occasionnera la transcription de brins d'ARN sens et anti-sens pouvant former un duplex, ou encore simplement par conformation de la structure secondaire d'un ARN simple brin en tige-boucle, représentant virtuellement une molécule d'ARN double brin.
Cette molécule sera dégradée spécifiquement par une RNase III, que l'on nomme Dicer. Elle est originellement retrouvée chez la drosophile, il a depuis été montré qu'on retrouve des homologues de Dicer chez tous les eucaryotes (ils sont appelés DCL, Dicer Like Protein. Cette protéine possède un domaine hélicase, deux domaines RNase III, un domaine de liaison à l'ARNdb et enfin un domaine conservé appelé PAZ.
Enfin, le ciblage d'ARNdb homologues à l'ARN indésirable nécessite l'intervention d'un complexe protéique particulier, appelé RISC, RNA induced silencing complex. Après dégradation de l'ARNm par la DCL, une molécule de la famille des Argonautes, appelée AGO, récupère les brins clivés mais ne se lie qu'à un seul brin, et s'associe enfin à d'autres protéines (dont DCL) pour former le complexe RISC. Ce complexe accomplit alors deux fonctions : ciblage de l'ARNdb, grâce au petit ARN interférent conservé par AGO qui sert de "guide" au complexe, et dégradation par la DCL,.

#### Propagation
La propagation du PTGS est essentielle quelle que soit la fonction qu'il remplit pour l'organisme. L'étude de la propagation du PTGS a principalement été faite chez les plantes (système biologique le plus facile à étudier), mais il a également été démontré  chez des nématodes (Caenorhabditis elegans) qu'il existait un phénomène similaire.
Les molécules clés pour que le mécanisme se mette en place sont les petits ARN interférents (pARNi). Il a été montré que, chez le tabac, une protéine particulière SAM-S écarte littéralement les plasmodesmes, permettant la transmission de proche en proche de ces petits ARN interférents (pARNi), et permettant donc la propagation du phénomène.

#### Maintenance
Une fois initié, amplifié et propagé dans l'organisme, le PTGS reste généralement établi et ne disparaît pas au cours du temps. Cette maintenance du PTGS reste l’un des aspects les plus complexes à étudier. 
Toutefois, un phénomène d'amplification des brins petits ARN interférents (pARNi) peut avoir lieu lors de l'activation du PTGS. En effet, une ARN polymérase, RdR6, est capable de synthétiser des ARNdb à partir des clivats initiaux, celle-ci agissant alors comme un véritable PCR. Le phénomène pourrait alors perdurer.
De plus, l'intégration d'une partie du génome viral dans celui de la plante, dans le cas d'une infection, pourrait agir comme une mémoire immunitaire, constituant l'immunité acquise de la plante. Celle-ci serait alors plus apte à se défendre lors d'une prochaine infection.

### Rôle
On retrouve deux fonctions particulières pour le PTGS : une fonction endogène et exogène.

#### Protection
On peut considérer le PTGS comme acteur d'un véritable système immunitaire de l'organisme, notamment dans le cas des plantes. Il s'agit en effet du principal mécanisme de défense de la plante lors de l'infection par un virus. On peut parler d'une immunité acquise de par la mémoire que conserve la cellule de l'infection.

#### Développement
Il est également établi que le PTGS joue un rôle essentiel dans le développement de l'organisme. Plusieurs expériences inhibant le PTGS chez des plantes saines ont montré des aberrations de développement, et plus particulièrement un nanisme prononcé de la plante par rapport à ses homologues.
Il existe chez la plante des gènes régulateurs, produisant des ARNmi : ce sont des ARN antisens qui, en s'appariant à un ARNm, constituent une molécule d'ARNdb. Celle-ci pourra alors être dégradée selon les mécanismes décrits précédemment. Ces gènes permettent une régulation de la croissance de la plante, et participent donc à son bon développement.

### Suppression du PTGS
Il existe un grand nombre de protéines virales capables d'altérer le bon fonctionnement du PTGS à ses différentes étapes. Une des protéines clés de la compréhension de la suppression est l'HC-Pro (helper component proteinase), qu'expriment les potyvirus. L'HC-Pro altère le métabolisme des ARNsi, et interfère ainsi avec la sous-unité AGO du complexe RISC. Celle-ci n'est plus capable de se lier avec l'ARNsi, et ainsi donc permettre le maintien du phénomène ,
Cette même protéine interfère également avec la voie endogène de PTGS : les ARNmi, constructeurs de la molécule d'ARNdb avec l'ARNm du gène ciblé, peut lui aussi être affecté. En outre, certaines voies hormonales (comme celle de l'éthylène) peuvent également être affectées par cette protéine, ce qui est responsable d'une partie des symptômes phénotypiques retrouvés chez les plantes infectées.